# Cow Palace
Le Cow Palace est une salle omnisports située à Daly City en Californie. L'amphithéâtre fut entre autres le domicile des Sharks de San José de la Ligue nationale de hockey et des Spiders de San Francisco de la défunte Ligue internationale de hockey.

## Événements
En août 1955, l’impresario Joe Cortez y organisa une série de sept corridas « sin sangre », c'est-à-dire sans effusion de sang.

## Galerie

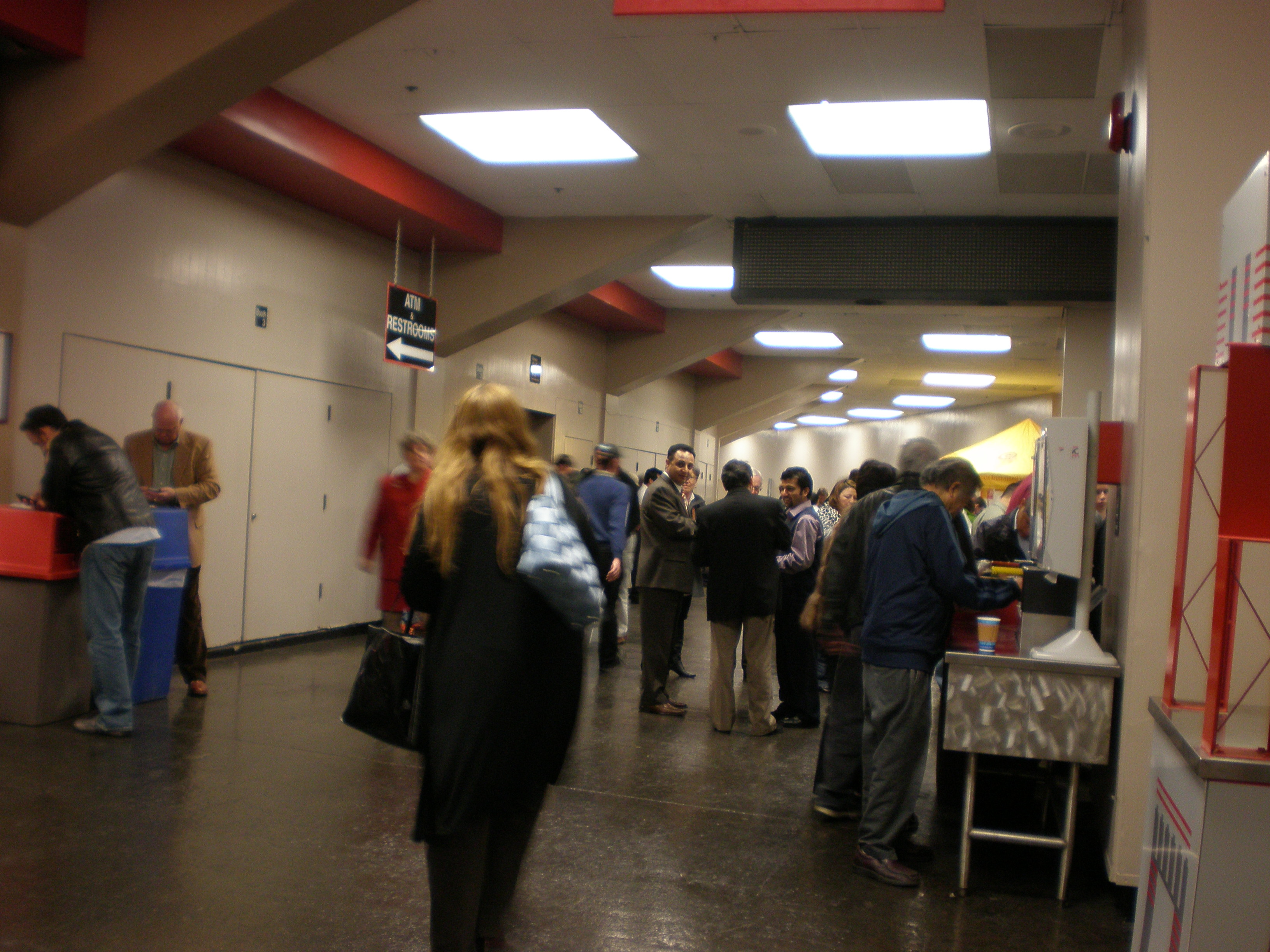
Couloir du Cow Palace
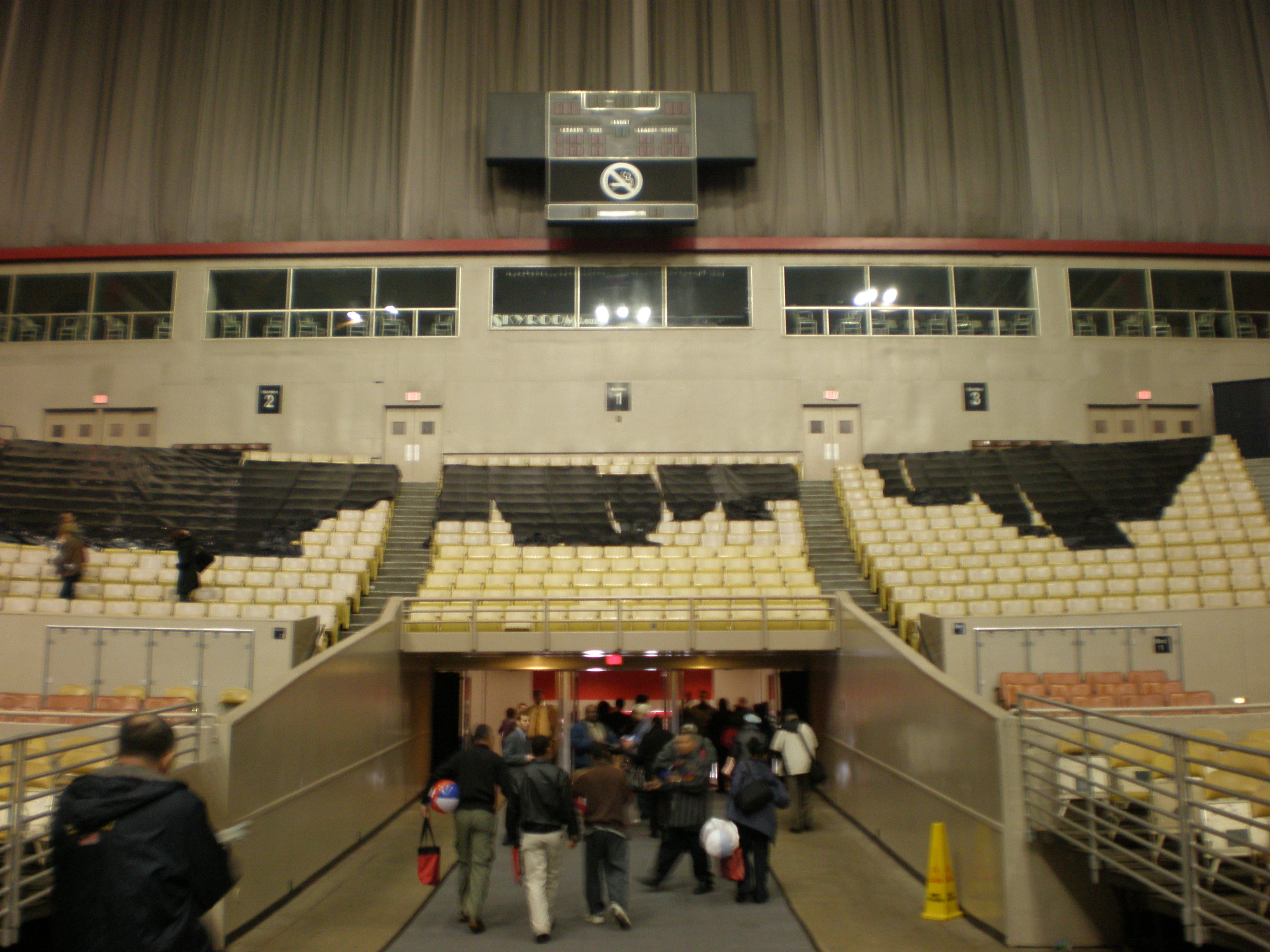
Intérieur du Cow Palace